# 奧爾利夫卡 (捷普利克區)
48°34′54″N 29°35′58″E / 48.58167°N 29.59944°E
奧爾利夫卡（烏克蘭語：Орлівка）是位於烏克蘭西部文尼察州裏海辛區的村莊，始建於1750年，面積0.43平方公里，海拔高度172米，2001年人口805，人口密度每平方公里1,863.43人。